# Bug (Berg)
Bug ist ein Gemeindeteil der Gemeinde Berg im Landkreis Hof (Oberfranken, Bayern).

## Lage
Das Dorf Bug befindet sich östlich der Bundesautobahn 9 an der Anschlussstelle Berg/Bad Steben und östlich der Gemeinde Berg. Durch den Ort führt die Kreisstraße HO 9, die 500 m westlich in die Staatsstraße 2692 mündet. Die kupierte Gemarkung wird von der Höhenlage, vom Frankenwald und dem Fichtelgebirge sowie vom auslaufenden Thüringer Schiefergebirge geprägt.

## Geschichte
Der landwirtschaftlich geprägte Gemeindeteil hat eine unter Denkmalschutz stehende ehemalige Wasserburg aus dem 16./17. Jahrhundert und ein ehemaliges Wohnstallhaus aus dem 19. Jahrhundert.
Am 1. Mai 1978 wurde Bug in die Gemeinde Berg eingegliedert.

## Persönlichkeiten
- Heinrich Holzschuher (1798–1847) wirkte dort als Patrimonialrichter der von dobeneckschen Güter und verstarb auf Schloss Bug am 30. Dezember 1847. Von ihm stammen die zweite und dritte Strophe des Weihnachtsliedes O du fröhliche.